# El Nuevo Siglo

El Nuevo Siglo (Le Nouveau Siècle) est un quotidien publié à Bogota, Colombie. Il a été fondé en 1936 (sous le titre El Siglo) par les membres du Parti conservateur colombien, Laureano Gómez et José de la Vega à Bogotá. Depuis juillet 2007, il est dirigé par Juan Gabriel Uribe. C'est un journal politique et d'opinion, qui adopte une attitude critique envers le gouvernement du président Álvaro Uribe Vélez.